# جزیره بز

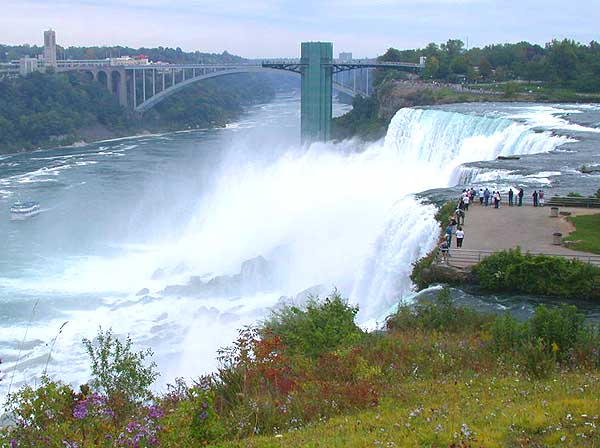
نمای جزیرهٔ لونا و آبشار آمریکایی از جزیره بُز

جزیره بُز (به انگلیسی: Goat Island)، جزیرهٔ کوچکی است در رود نیاگارا که در میان آبشار نیاگارا و بین آبشار نعل اسب و آبشار نقاب عروس واقع شده‌است. این جزیره در گوشهٔ جنوب غربی شهر نیاگارا فالز در ایالت نیویورک در آمریکا قرار گرفته‌است.
جزیرهٔ بز هیچ ساکنی ندارد، ولی مقصد محبوبی برای گردشگرانی است که از آبشار نیاگارا در سمت آمریکایی آن دیدن می‌کنند. این جزیره از طریق دو پل به خاک اصلی آمریکا متصل شده و از طریق یک پل دیگر به یک جزیرهٔ کوچک‌تر به نام جزیره لونا (در نزدیکی آبشار آمریکایی) ارتباط دارد.

## مجسمه تسلا
یک مجسمه از نیکولا تسلا، مخترع صربی-آمریکایی در این جزیره قرار دارد که توسط دولت یوگسلاوی در سال ۱۹۷۶ به ایالات متحده اهدا شده‌است.